# Chitry-les-Mines
Chitry-les-Mines és un municipi francès, situat al departament del Nièvre i a la regió de Borgonya - Franc Comtat. L'any 2007 tenia 238 habitants.

## Demografia

### Població
El 2007 la població de fet de Chitry-les-Mines era de 238 persones. Hi havia 108 famílies, de les quals 40 eren unipersonals (20 homes vivint sols i 20 dones vivint soles), 44 parelles sense fills i 24 parelles amb fills.
La població ha evolucionat segons el següent gràfic:
Habitants censats

### Habitatges
El 2007 hi havia 177 habitatges, 112 eren l'habitatge principal de la família, 56 eren segones residències i 9 estaven desocupats. 174 eren cases i 2 eren apartaments. Dels 112 habitatges principals, 99 estaven ocupats pels seus propietaris, 10 estaven llogats i ocupats pels llogaters i 3 estaven cedits a títol gratuït; 3 tenien dues cambres, 22 en tenien tres, 27 en tenien quatre i 59 en tenien cinc o més. 74 habitatges disposaven pel capbaix d'una plaça de pàrquing. A 54 habitatges hi havia un automòbil i a 47 n'hi havia dos o més.

### Piràmide de població
La piràmide de població per edats i sexe el 2009 era:
| Homes | Edats   | Dones |
| ----- | ------- | ----- |
| 0     | 95 o +  | 0     |
| 0     | 90 a 94 | 0     |
| 0     | 85 a 89 | 0     |
| 4     | 80 a 84 | 8     |
| 0     | 75 a 79 | 12    |
| 16    | 70 a 74 | 4     |
| 0     | 65 a 69 | 24    |
| 4     | 60 a 64 | 4     |
| 12    | 55 a 59 | 4     |
| 4     | 50 a 54 | 0     |
| 28    | 45 a 49 | 8     |
| 12    | 40 a 44 | 20    |
| 4     | 35 a 39 | 8     |
| 0     | 30 a 34 | 4     |
| 0     | 25 a 29 | 4     |
| 16    | 20 a 24 | 4     |
| 16    | 15 a 19 | 12    |
| 20    | 10 a 14 | 0     |
| 4     | 5 a 9   | 4     |
| 0     | 0 a 4   | 0     |

## Economia
El 2007 la població en edat de treballar era de 148 persones, 104 eren actives i 44 eren inactives. De les 104 persones actives 98 estaven ocupades (56 homes i 42 dones) i 6 estaven aturades (3 homes i 3 dones). De les 44 persones inactives 21 estaven jubilades, 11 estaven estudiant i 12 estaven classificades com a «altres inactius».

### Ingressos
El 2009 a Chitry-les-Mines hi havia 105 unitats fiscals que integraven 227 persones, la mediana anual d'ingressos fiscals per persona era de 18.370 €.

### Activitats econòmiques
Dels 7 establiments que hi havia el 2007, 1 era d'una empresa de fabricació d'altres productes industrials, 2 d'empreses de construcció, 3 d'empreses de comerç i reparació d'automòbils i 1 d'una empresa de serveis.
L'únic servei als particulars que hi havia el 2009 era un paleta.
L'únic establiment comercial que hi havia el 2009 era una botiga de material esportiu.
L'any 2000 a Chitry-les-Mines hi havia 5 explotacions agrícoles.

## Poblacions més properes
El següent diagrama mostra les poblacions més properes.